# Haplochromis maculipinna
Haplochromis maculipinna är en fiskart som först beskrevs av Pellegrin, 1913.  Haplochromis maculipinna ingår i släktet Haplochromis och familjen Cichlidae. IUCN kategoriserar arten globalt som otillräckligt studerad. Inga underarter finns listade i Catalogue of Life.